# Melissos från Samos
Melissos från Samos (troligen inte född efter 470 f.Kr.) var en samosisk statsman och befälhavare över örlogsflottor. Han förde befälet över en samosisk flotta som besegrade Aten 441–440 f.Kr. Melissos bidrog också till filosofin och påverkade Leukippos och Demokritos atomism. Han var medlem av den eleatiska skolan och en lärjunge till Parmenides, vars filosofiska idéer han utvecklade. Hans verk, Om naturen, av vilka fragment har bevarats av Simplikios från Kilikien och bekräftats av Aristoteles, försvarar hängivet Parmenides lära. De skrevs på joniska, och består av en hel serie argument.

## Lära
Melissos säger att varat är oändligt, utan början och slut. Det kan inte ha haft en början för det kan inte ha uppkommit ur icke-varande (jämför ex nihilo nihil fit, εἴη γὰρ ἂν οὔτω καὶ οὐ γένοιτο). Det kan inte förintas eftersom det är omöjligt för varande att bli icke-varande, och om det blev ett annat varande, skulle det inte vara någon förstörelse.
Enligt Simplikios (Physika, f. 22b), skiljde sig Melissos här från Parmenides genom att särskilja varande och absolut varande (τὸ ἁπλῶς ἐόν). Han fortsätter med att visa att evigt varande också måste vara obegränsat i omfattning, och därför ett och oföränderligt. Varje förändring vare sig med inre eller yttre orsak, säger han, är otänkbar; Det ena, eller den enhetliga verkligheten, av Parmenides, är alltigenom likt gällande mängd och slag. Det kan inte finnas någon uppdelning inuti denna enhet, eftersom en sådan uppdelning innebär rum eller tomrum - men tomrum är ingenting, och, därför, är det inte. Vidare följer att varat är okroppsligt, såtillvida som alla kroppar har storlek och delar.
Den fundamentala svårigheten som är grunden för den här logiken är paradoxen som klarare uttrycks av Zenon och i hög grad representeras i nästan alla moderna diskussioner, nämligen beviset för att sinnena motsäger intellektet. Abstrakta argument har visat att förändring i enheten är omöjlig, ändå gör sinnena gällande att varmt blir kallt, hårt blir mjukt, det levande dör, och så vidare.
Varken Melissos eller Zenon verkar ha lagt märke till att användningen av de här destruktiva metoderna slår mot roten inte bara till mångfalden men också till det ena vars existens de upprätthöll. Vapnen som de kämpade för Parmenides sak med kunde användas med samma effekt mot dem själva.